# Guadalupejunco
De guadalupejunco (Junco insularis) is een zangvogel uit de familie Passerellidae (Amerikaanse gorzen). De vogel werd in 1876 door de Amerikaanse vogelkundige  Robert Ridgway geldig beschreven. Het is een bedreigde, endemische vogelsoort op Isla Guadalupe.

## Kenmerken
De vogel is 14 cm lang. De vogel lijkt sterk op  de ondersoort J. hyemalis mearnsi van de grijze junco. De vogel heeft langere poten, kortere vleugels en minder wit op de uiteinden van de vleugelveren. De snavel is bleek blauw, de poten donkerbruin of lichter vleeskleurig.

## Verspreiding en leefgebied
Deze soort is endemisch op Isla Guadalupe. Vroeger kwam deze vogel overal op het eiland voor, nu zijn er verspreide deelpopulaties die leven in restanten bos die bestaan uit jeneverbessen, eiken (Quercus tomentella) en dennen (Pinus radiata) in hoog gelegen terrein tussen de 2600 en 3000 meter boven zeeniveau.

## Status
De guadalupejunco heeft een beperkt verspreidingsgebied en daardoor is de kans op uitsterven aanwezig. De grootte van de populatie werd in 2016 door BirdLife International geschat op 75 tot 250 volwassen individuen en de populatie-aantallen nemen af door habitatverlies. Het leefgebied wordt aangetast door overbegrazing met geiten. De geiten worden nu geleidelijk uitgeroeid. Verder is de verwilderde huiskat een probleem. Om deze redenen staat deze soort als bedreigd op de Rode Lijst van de IUCN.